# سریع و خشمگین (فیلم ۱۹۳۹)
سریع و خشمگین (انگلیسی: Fast and Furious) فیلمی در ژانر مرموز به کارگردانی بازبی برکلی است که در سال ۱۹۳۹ منتشر شد. از بازیگران آن می‌توان به فرانکوت تون و آن سوترن اشاره کرد.